# Zvonko Čemažar
Zvonko Čemažar, slovenski besedilopisec in pesnik, * 18. oktober 1927, Novo mesto, † 31. maj 2010, Ljubljana
Zvonko Čemažar je bil slovenski besedilopisec, ki je najbolj poznan po pisanju za Ansambel bratov Avsenik, za katere je ustvaril besedila Čez zelene trate, Pri Sedmerih jezerih, Veselje, radost, srečo vam želimo in druge.

## Življenje in delo
Zvonko Čemažar se je rodil 18. oktobra 1927 v Novem mestu. Osnovno šolo in gimnazijo je obiskoval v Ljubljani, kjer je tudi maturiral. Najprej je delal v različnih službah kot bančni uradnik, novinar, knjižničar, statistik, nato pa se je ustalil pri Zavarovalnici Triglav.
Prvi dve besedili je napisal za Slovensko popevko, nato je začel pisati za Ansambel bratov Avsenik. Do sodelovanja je prišlo preko poznanstva z Vilkom Ovsenikom, s katerim sta nekoč igrala šah v hotelu Slon. Ko sta se v zgodnjih jutranjih urah vračala domov, ga je Vilko vprašal, ali bi bil pripravljen napisati za ansambel kakšno besedilo. Čemažar je vabilo sprejel, vendar sta morala rešiti težavo njegovega nepoznavanja not. Vilko mu je vsako skladbo toliko časa igral na klavir, da si jo je zapomnil in je lahko nanjo napisal besedilo.
Največ besedil je napisal za Ansambel Toneta Žagarja, ustvarjal pa je tudi za druge. Besedilo je napisal tudi za himno Zveze vojaških gornikov Slovenije (ZVGS). V njegovih besedilih je prevladovala gorska tematika, ljubezen do planin in narave nasploh. Navdih zanje je dobival v svojih obiskih planin. Tak primer je bil tudi dogodek, ko ga je v družbi igralke Alenke Svetelove in njenega moža v steni Planjave nad Kamniškim sedlom presenetila huda toča. Besedila je običajno pisal na že ustvarjene melodije.
Živel je v Ljubljani na Rimski cesti z ženo Majo, ki mu je pomagala pri nastanku nekaterih besedil. Znanci so ga opisovali kot skromnega in dobrega človeka. Poznan je bil kot strasten alpinist in ljubitelj narave, kar je izražal v svojih besedilih. Napisal je tudi druge pesmi, ki jih je izdal v pesniških zbirkah za otroke.
Umrl je 31. maja 2010. Njegove posmrtne ostanke so na njegovo željo predali v medicinske namene.

## Besedila

### Ansambel bratov Avsenik
- Čaše nalijmo si
- Čez zelene trate
- Igral sem na orglice
- Klic z gora
- Ko šel čez polje sem nekoč
- Pogled z Jalovca
- Poročna koračnica
- Pri Sedmerih jezerih
- Uspavanka
- Veselje, radost, srečo vam želimo
- Veselo po planinah
- Vrisk med brezami

### Ansambel Toneta Žagarja
- Kadar v planine grem
- Kje so tista leta
- Ljubim gore
- Najina roža
- Vprašal sem

### Drugi izvajalci
- Ansambel Borisa Franka z Zadovoljnimi Kranjci – Na strme vrhe, V cvetju pod goro
- Ansambel Borisa Kovačiča – Gorsko dekle, Vasovanje
- Ansambel Franca Miheliča – Na planini jezero
- Ansambel Lojzeta Slaka – Fanika
- Ansambel Spev – Pastirčkova pesem
- Himna Zveze vojaških gornikov Slovenije (ZVGS)